# Poll na bPéist

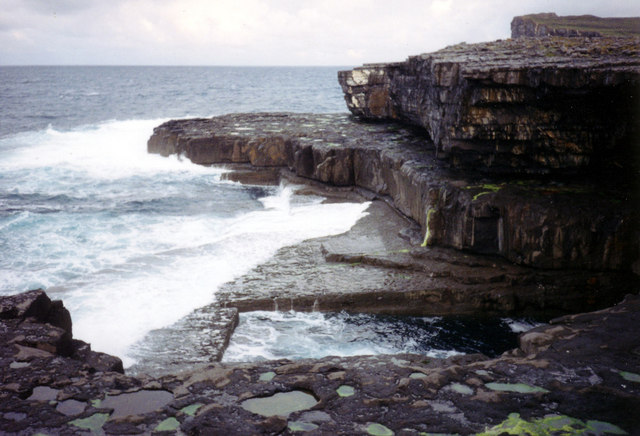
Wormhole

Poll na bPéist (irisch [ˈpaʊl̪.nəˌbʲeːʃtʲ], englisch The Wormhole oder The Serpent's Lair für Loch der Würmer oder Schlangenhöhle) ist der Name eines rechteckigen, natürlichen Wasserbeckens von ca. 10 mal 25 Meter Kantenlänge  innerhalb einer Steinformation an der Küste von Inis Mór (Inishmore), der größten der Aran-Inseln. Durch einen unterirdischen Kanal hat es Anschluss an das Wasser des Atlantik. Es ist entstanden durch die Erosion tieferer Schichten von Kalkstein entlang gerader Bruchkanten.
2014 fand am Poll na bPéist im Rahmen der Red Bull Cliff Diving World Series ein Wettbewerb im Klippenspringen statt.